# Sojus TM-9
Sojus TM-9 ist die Missionsbezeichnung für den Flug eines sowjetischen Sojus-Raumschiffs zur sowjetischen Raumstation Mir. Es war der neunte Besuch eines Sojus-Raumschiffs bei der Raumstation Mir und der 85. Flug im sowjetischen Sojusprogramm. 

## Besatzung

### Hauptbesatzung
- Anatoli Jakowlewitsch Solowjow (2. Raumflug), Kommandant
- Alexander Nikolajewitsch Balandin (1. Raumflug), Bordingenieur

### Ersatzmannschaft
- Gennadi Michailowitsch Manakow, Kommandant
- Gennadi Michailowitsch Strekalow, Bordingenieur

## Missionsüberblick
Nach dem Auswechseln einiger Experimente an Bord der Station Mir begann der Forschungsalltag für die sechste Stammbesatzung. Dazu gehörten Erderkundung, Medizin, Materialwissenschaft, Biologie, Astronomie und Raumfahrttechnologie. So begann man mit der kommerziellen Produktion von Einkristallen höchster Reinheit für eine US-amerikanische Elektronikfirma. Ebenfalls gewinnbringend (ca. 25 Millionen Rubel) war die Herstellung von Proteinen.
Als die alte Stammbesatzung bei ihrer Rückkehr einen Defekt an der Temperaturisolierung von Sojus TM-9 feststellte, wurden Reparaturarbeiten notwendig. Dazu stiegen die Kosmonauten am 17. Juli für genau 7 Stunden aus. Nach erfolgreicher Instandsetzung (drei Isolationsbleche waren um 60° – 90° aufgebogen) gelang es nicht, die Einstiegsluke am Modul Kwant 2 zu schließen. So musste der Wiedereinstieg über eine Schleuse im Basisblock geschehen. Solowjow und Balandin unternahmen am 26. Juli einen erfolglosen Versuch, die Luke zu reparieren (Ausstieg für 3 Stunden und 31 Minuten). Vorher hatten die Kosmonauten das Andocken des neuen materialwissenschaftlichen Moduls Kristall kontrolliert. Es wurde anschließend auf den Kopplungsplatz umgesetzt, der dem des Kwant-2-Moduls gegenüberliegt. Nachschub wurde mit den Transportraumschiffen Progress M3 und 42 angeliefert. Im August wurde die Station an die Nachfolgebesatzung übergeben.